# Jüdischer Friedhof (Lichtenfels)
Der Jüdische Friedhof Lichtenfels liegt im oberfränkischen Lichtenfels.

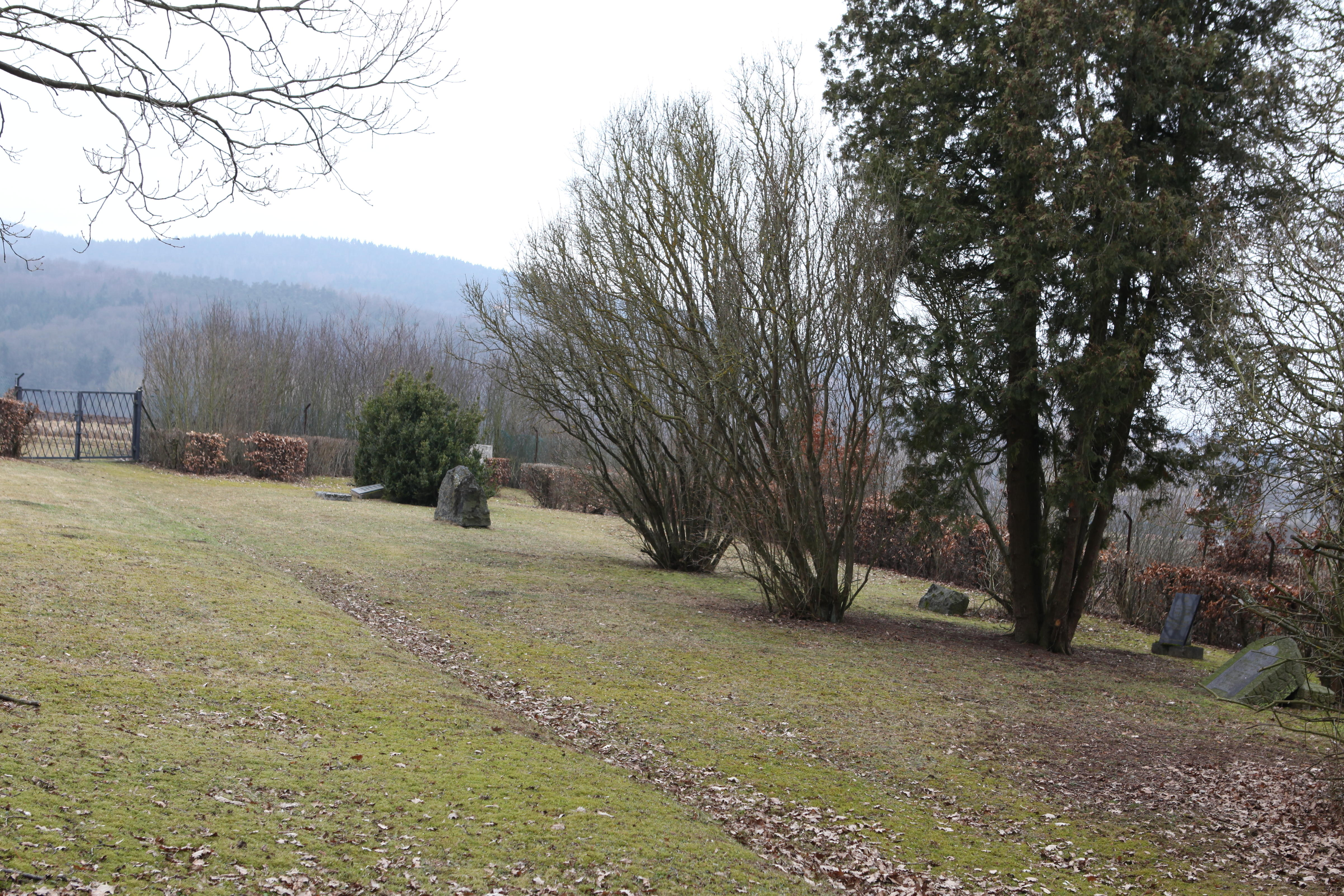
Jüdischer Friedhof Lichtenfels

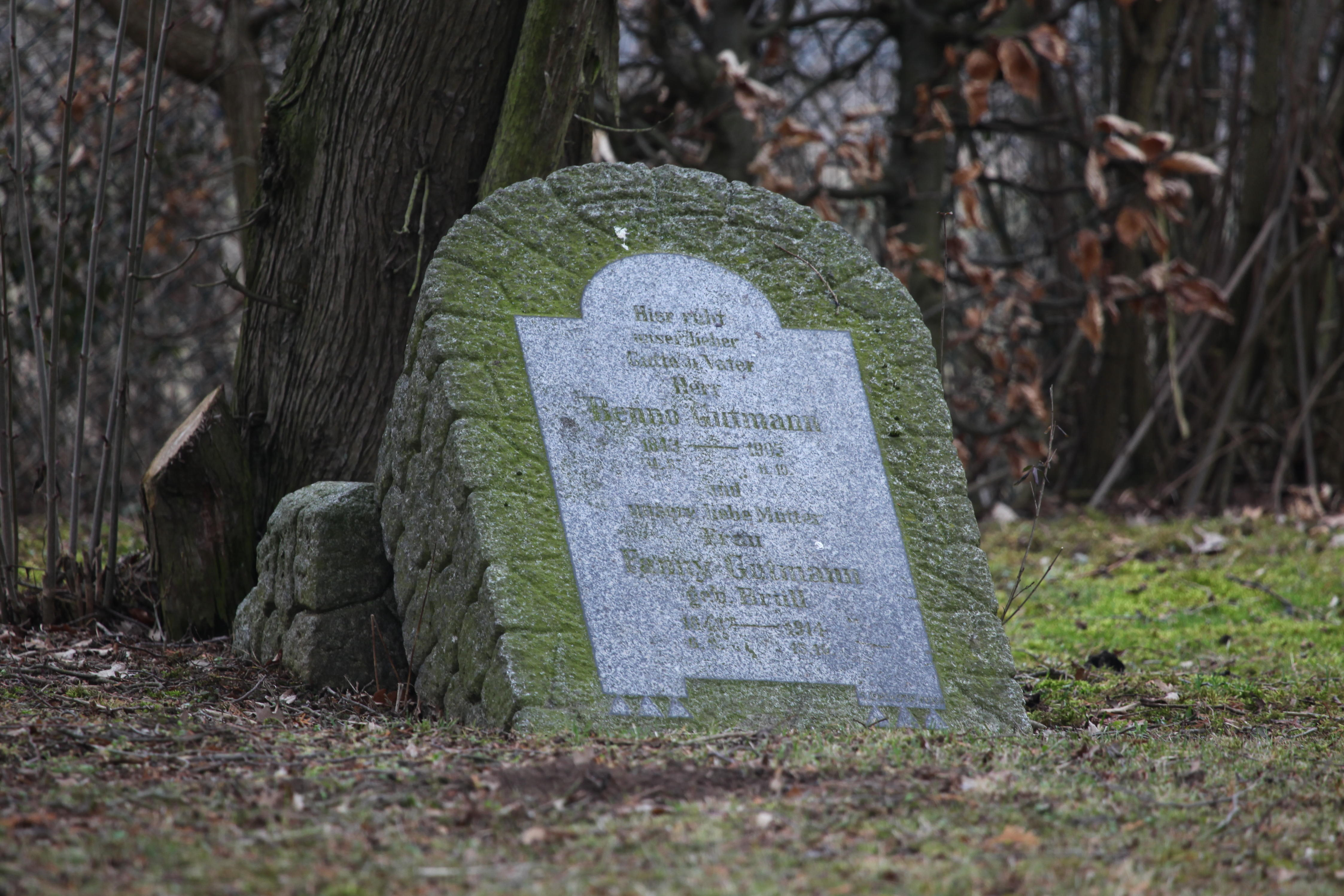
Grabstein

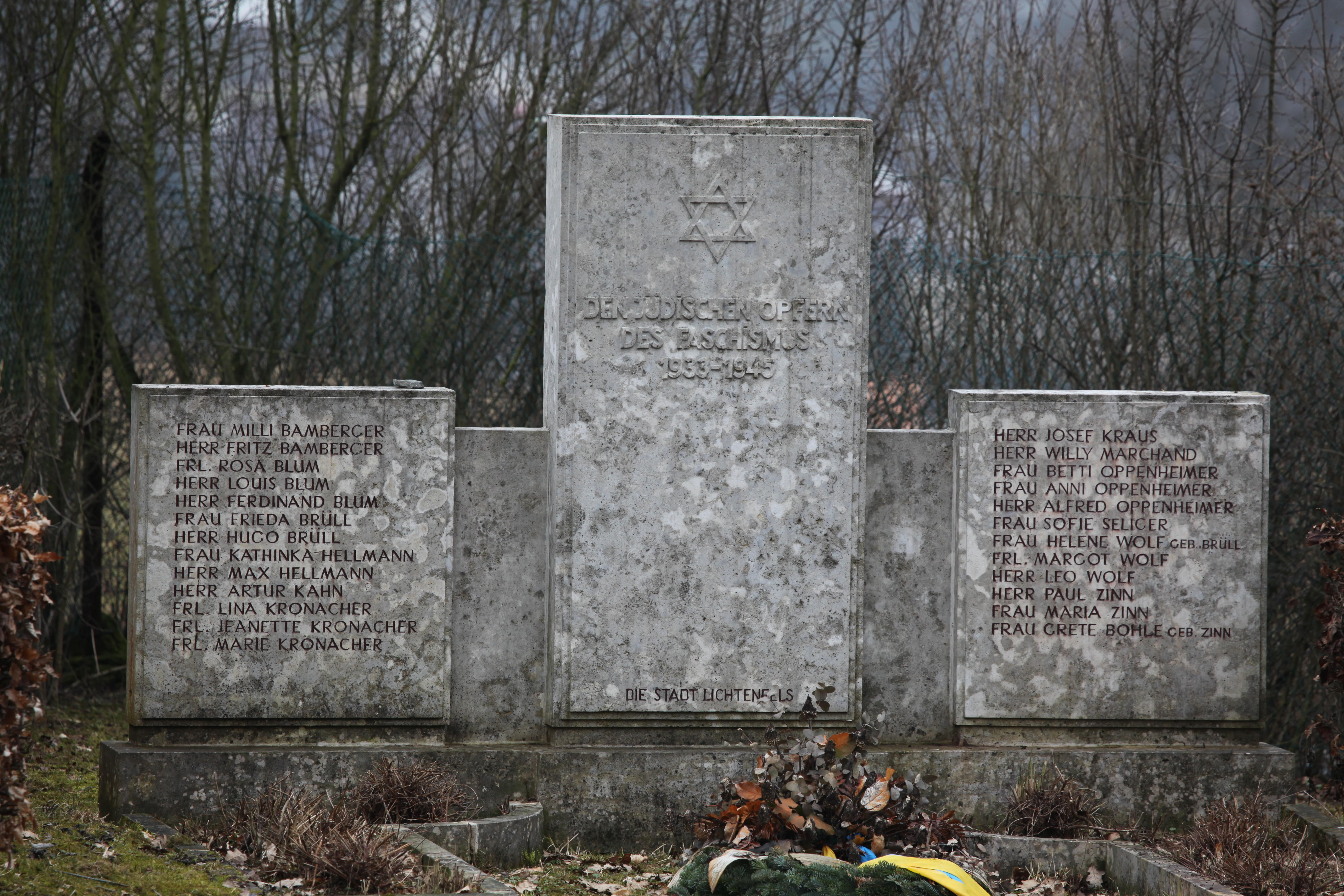
Gedenkstein

## Geschichte
Eine neuzeitliche jüdische Gemeinde entstand in Lichtenfels in der zweiten Hälfte des 17. Jahrhunderts. Die Verstorbenen wurden in Burgkunstadt beigesetzt. Einen jüdischen Friedhof durfte die Gemeinde 1840 anlegen. Das Einzugsgebiet des Begräbnisplatzes umfasste die jüdischen Gemeinden in Lichtenfels und Seubelsdorf. Ein Taharahaus existierte nicht, weil die Juden  das Leichenhaus des städtischen Friedhofs benutzen durften. Familiengrabstätten waren ab dem letzten Drittel des 19. Jahrhunderts gebräuchlich.
Schändungen gab es 1918 und im März 1930. Die letzten Beisetzungen waren am 12. Januar 1940 und im Januar 1941. Insgesamt 157 Bestattungen gab es. 1940 beschlagnahmte die Stadt Lichtenfels den jüngeren Teil des Friedhofs. Es folgte die Überführung der sterblichen Überreste der hier beigesetzten Juden nach Burgkunstadt. Die umgebende Sandsteinmauer und fast alle Grabsteine wurden 1941 zerstört und fanden beim Straßenbau Verwendung. Am 3. September 1942 verkaufte die Reichsvereinigung der Juden den Begräbnisort für 100 Reichsmark an die Stadt, die sich verpflichtete, das Gräberfeld 30 Jahre nicht zu benutzen.
Am 7. September 1952 wurde ein Gedenkstein mit den Namen von 25 ermordeten Juden aus Lichtenfels eingeweiht, darunter Fritz Bamberger.

## Lage und Charakterisierung
Der Friedhof befindet sich östlich des Lichtenfelser Stadtzentrums, in der Flurlage „Heide“, auf einer Erhebung bei der Straße „An der Friedenslinde“. Das Areal des ursprünglich deutlich größeren Friedhofs umfasst heute 1500 Quadratmeter. Nur noch fünf Grabsteinreste (Mazewa) sind vorhanden.